# Ефективність використання ресурсів
Ефекти́вність використа́ння ресу́рсів  характеризує зв'язок між кількістю ресурсів, витрачених у процесі виробництва, і кількістю товарів і послуг, отриманих у результаті використання цих ресурсів. Збільшення кількості товарів і послуг, яку виробляє національна економіка з даного обсягу ресурсів, означає підвищення ефективності використання ресурсів. І навпаки, зменшення обсягу продукції, який одержують із даної величини залучених ресурсів, свідчить про зниження ефективності використання ресурсів. Ефективне використання ресурсів передбачає досягнення:
- повної зайнятості ресурсів;
- повного обсягу виробництва.

Повна зайнятість ресурсів означає використання усіх наявних для виробництва ресурсів. У національній економіці не повинно бути підприємств або капітального устаткування, що простоюють, землі, яка не обробляється, працівників, які вимушено залишаються без роботи. Зауважимо, що йдеться тільки про придатні для виробництва ресурси. У кожному суспільстві усталена практика визначає, які ресурси є придатними для використання. Наприклад, законодавство та звичаї передбачають, що працю малолітніх дітей використовувати не слід; для збереження родючості частину орних земель потрібно залишати під паром тощо.
Однак використання усіх наявних ресурсів не гарантує ефективного їх використання. Слід ще забезпечити повний обсяг виробництва. Повний обсяг виробництва означає, що ресурси використовуються так, що вони найповніше задовольняють потреби суспільства. Якщо економіка країни не досягла повного обсягу виробництва, то кажуть, що ресурси недовикористовуються. Повний обсяг виробництва продукується за наявності двох видів ефективності — розподільної та виробничої. Перед кожним суспільством із його обмеженими ресурсами стоїть проблема їх розподілу між виробництвом найрізноманітніших продуктів. Скільки землі відвести під пшеницю, а скільки під пасовища? Скільки кваліфікованої робочої сили варто залучити у виробництво тракторів, телевізорів, а скільки у перукарні й т. п.?
Розподільна ефективність означає, що ресурси залучаються до виробництва саме тих товарів та послуг, які найбажаніші й найпотрібніші для суспільства. Повний обсяг виробництва передбачає досягнення і виробничої ефективності, тобто використання найсучаснішої технології, яка забезпечує максимальну віддачу від залучених ресурсів, виробництво товарів і надання послуг із найнижчими витратами. Справді, пшеницю можна жати серпом, а землю копати лопатою, але чи можна при цьому досягти високої ефективності використання ресурсів? Ресурси є рідкісними, тому економіка за повної зайнятості та повного обсягу виробництва не може забезпечити необмеженого випуску товарів і послуг. Саме тому суспільство має вибирати, які продукти виробляти, а від яких відмовитися.